# Chronologie de Reims
La ville de Reims, cité des sacres et ville martyre, dispose d’un patrimoine culturel et historique important avec de nombreux monuments historiques et façades Art déco. Grâce aussi à ses nombreuses manifestations culturelles, elle est désignée Ville d'Art et d'Histoire et compte trois sites inscrits sur la liste du patrimoine mondial de l'UNESCO. Son nom actuel est dérivé de la tribu des Rèmes. Cet article recense la chronologique, par date, des évènements de la ville.

## Antiquité (de 3300 av. JC à 500)
De cette période, l'histoire retient l'influence de l'Empire romain, et la destruction par les différentes invasions dites barbares, d'une ville romanisée car tracée "au cordeau" pour ne pas dire au cardo.
- 80 av. J.-C : l'oppidum du Vieux Reims, situé sur les actuelles communes de Variscourt et Condé-sur-Suippe, est le chef-lieu des Rèmes. Il est déplacé vers 80 avant J.-C. sur le site de la ville actuelle lors de la construction de l'oppidum de Durocortorum.
  -  ? : Son nom celtique de Durocorter, qui peut vouloir dire « marché fortifié », est latinisé en Durocortorum[1].
- 57 av. J.-C : les Rèmes rompent avec les Suessions et le reste de la coalition belge et s'allient fermement avec Jules César.
- 53 av. J.-C., César ordonne au concilium Galliae de se réunir à Durocortorum pour y juger Acco, chef des Carnutes, de la conjuration des Sénons et des Carnutes.
- Sous Auguste (27 av. J.-C. - 14 apr. J.-C.) : Durocortorum obtient le statut de cité fédérée et le privilège de se fortifier[1].
- Sous le Haut-Empire : Durocortorum devient la capitale de la province de Gaule belgique.
- Autour de l'an 100 : construction du Cryptoportique de Reims.
- IIe siècle : construction de la porte de Mars, plus grand arc de triomphe du monde romain.
- Au début du IIIe siècle : construction d'un aqueduc aérien et souterrain qui amène les eaux de la Suippes, captée à Jonchery-sur-Suippes, jusqu'aux Crayères.
- Après la réforme de Dioclétien (294 apr. J.-C.) : la ville reste capitale d'une Belgique seconde plus restreinte et se dote d'une nouvelle enceinte réduite (périmètre de 2 200 m) qui réunit les quatre portes monumentales, dont seule subsiste la porte de Mars.
- 356 : bataille de Durocortorum entre l'armée romaine occidentale dirigée par l'empereur romain occidental Julien et les Alamans qui ont été victorieux.
- Vers 365 : construction de l'église Saint-Agricole (futur site de l'église Saint-Nicaise).
- 406 : les Vandales s'emparent de la ville de Reims, la pillent, la brûlent et en massacrent les habitants. La légende indique que les barbares ayant coupé la tête de l'évêque Nicaise, il se saisit de celle-ci et la porta jusqu'au lieu de son tombeau.
- 451 : les Huns qui attaquent la ville de Reims.
- 496 : le jour de Noël entre 496 et 506, Clovis est baptisé dans la cathédrale rémoise par saint Remi. La tradition veut que le baptême ait eu lieu le 25 décembre 496, mais selon des auteurs récents, les années 498 ou 499 sont davantage probables.
- 511 : le roi Clovis meurt et ses quatre fils décident de partager le royaume conformément à la loi salique. L’aîné, Thierry Ier, obtient la partie orientale, avec Reims pour capitale créant le royaume des Francs de l’Est, qui reçoit bientôt le nom d’Austrasie[2].
- 535 : Arnoult évêque intérimaire de Tours, époux de Scariberge (nièce de Clovis), aurait été assassiné rue du Barbâtre à Reims par les serviteurs de son épouse[3]. Il a été canonisé sous le nom de saint Arnoul des Yvelines.

## Moyen Âge (de 500 à 1500)
De cette période, l'histoire retient surtout le couronnement des rois et un recentrage de la ville à l'intérieur de son enceinte de défense (dit autrement, on a rasé tout ce qui était en dehors de cette enceinte pour mieux protéger ce qu'il y avait à l'intérieur).
- Vers 760 : l'Archevêque Tilpin installe une communauté de moines bénédictins à Saint-Remi.
- Vers 760 : on attribue également à l'archevêque Tilpin la fondation du scriptorium (atelier de moines copistes) et de la bibliothèque de la cathédrale de Reims.
- 816 : en octobre, Louis le Pieux (ou Louis le Débonnaire) est le premier monarque français à être couronné et sacré Empereur à Reims[4],[5]. La devise de Reims « Dieu en soit garde[6] » traduirait un vœu de Louis le Pieux lors de son sacre, alors qu’il prônait la destruction des fortifications afin d’en récupérer les pierres pour restaurer en priorité la cathédrale.
- 869 : lors du sacre de Charles le Chauve, l’archevêque de Reims, Hincmar de Reims, évoque la légende de la Sainte Ampoule.
- 882 : les Normands (vikings) attaquent Reims[7].
- Entre 883 et 887 : l’archevêque Foulques le Vénérable fait reconstruire l’enceinte de la ville pour faire face aux invasions normandes.
- 888 : Eudes, élu roi des Francs le 29 février à Compiègne, est sacré le 13 novembre à Reims.
- 893 : le 28 janvier, sacre de Charles III le Simple par Foulques le Vénérable, archevêque de Reims, en l’abbaye Saint-Remi.
- 922 : Robert Ier est sacré roi des Francs le dimanche 30 juin 922 à Reims en la basilique Saint-Remi par l'archevêque de Sens, Gautier II.
- Entre 922 et 925 : l’archevêque Seulf fait ériger les fortifications autour du bourg abbatial Saint-Remi désigné sous le terme de « château Saint-Remi ».
- 936 : à la mort de Raoul (roi des Francs de 923 à 936), Artaud de Reims sacre le carolingien Louis IV d'Outremer.
- 940 : les moines de l'abbaye de Saint-Remi obtiennent leur autonomie et dès lors va progressivement s'instaurer une certaine rivalité entre les deux juridictions, celle de l'archevêque autour de la cathédrale, et celle de l'abbé autour de l'abbatiale Saint-Remi.
- 954 : Lothaire de France est sacré le 12 novembre à Reims en la basilique Saint-Remi par l'archevêque Artaud.
- 972 : Adalbéron, archevêque de Reims, confie à Gerbert (futur pape dénommé Sylvestre II) la direction de son école épiscopale.
- 987 : Louis V le Fainéant assiège la cité de Reims pour obtenir le procès de l'archevêque Adalbéron.
- 987 : Hugues Capet, reconnu comme le fondateur de la dynastie capétienne, est sacré roi des Francs, à Reims[8], le 3 juillet (règne de 987 à 996) par Adalbéron.
- Vers 1010 : l'abbé Airard entreprend la construction d'une grande église romane pour remplacer la chapelle où est enterré saint Remi.
- 1027 : Henri Ier est le premier roi sacré en la cathédrale de Reims par Ebles de Roucy, archevêque de Reims. Il est sacré roi du vivant de son père le 14 mai 1027 [9].
- 1049 : le concile de Reims est tenu par le pape Léon IX qui consacre le 1er octobre l'abbatiale Saint-Remi.
- 1059 : Philippe Ier est sacré le 23 mai, alors âgé de 7 ans et du vivant de son père Henri Ier par l'archevêque de Reims Gervais de Belleme.
- 1089 : 25 décembre, par la bulle Potestatem ligandi, le pape Urbain II, ancien chanoine du chapitre cathédral de Reims, reconnaît à l'archevêque Renauld Ier et ses successeurs le privilège de sacrer les rois et reines de France.
- 1107 : Gervais de Rethel, est désigné archevêque de Reims par le roi Philippe Ier, contre l'avis du pape Pascal II qui prononça un anathème sur la ville de Reims, tant que ne serait reconnu son candidat Raoul le Vert (Querelle des Investitures).
- 1148 : le pape Eugène III tient un concile à Reims dans lequel furent examinées de nouveau et condamnées définitivement les six propositions de Gilbert de la Porrée.
- 1170 : l'archevêque Henri de France établit une nouvelle foire de huit jours de Pâques au dimanche de Quasimodo inclus, concédée aux lépreux, dite Foire de Pâques[10].
- 1179 : Philippe II de France est sacré le 1er novembre à Reims par son oncle, l'archevêque Guillaume aux Blanches Mains.
- 1182 : l'archevêque Guillaume aux Blanches Mains accorde aux bourgeois de son ban une charte, appelée Willelmine du nom de son auteur, qui donne des libertés d'ordre essentiellement judiciaire[11].
- 1190 : l'érection de la nouvelle église de St-Jacques-le-Majeur commence. Le toit fut fini en 1270.
- 1210 : 6 mai, un incendie détruit la cathédrale de Reims.
- 1211 : 6 mai, Albéric de Humbert pose la première pierre de la nouvelle cathédrale de Reims.
- 1219 : arrivés des Dominicains à Reims précédant de peu les Franciscains, confirmant une nouvelle tendance avec l’arrivée des ordres mendiants vivant en cohabitation avec la population et se mettant au service des pauvres[12].
- 1223 : Louis VIII le Lion est sacré le 6 août par l'archevêque de Reims, Guillaume de Joinville.
- 1226 : Louis IX (Saint Louis) est sacré le 29 novembre par l'évêque de Soissons Jacques de Bazoches[13].
- Vers 1250 : construction de la Maison des Musiciens.
- 1258 : Saint Louis intervient en personne pour arranger le  différend entre l'archevêque Thomas de Beaumetz, les milices et les connétables en confirmant à l'archevêque le droit de garder les portes de la ville et de lever des impôts[14].
- Entre 1295 et 1359, les travaux de l'enceinte médiévale (dernière enceinte de la ville) se font en plusieurs phases et la ville est ainsi protégée lors de la guerre de Cent ans, et notamment lors du siège de Reims en 1360.
- 1317 : par ordonnance royale de 1317, la ville de Reims est dirigée par un capitaine de ville[13].
- 1348 : la peste noire fait des milliers de victimes à Reims.
- Fin 1359 et début 1360 : Le siège de Reims est un épisode de la chevauchée d'Édouard III (1359-1360) durant la guerre de Cent Ans.
- 1364 : le 19 mai, sacre de Charles V de France.
- 1388 : le 3 novembre, lors de l'assemblée du Conseil du roi qui se tient au palais épiscopal de Reims, Charles VI prend le pouvoir pour gouverner et remercie ses oncles.
- 1396 : le 30 aout, décès d'Ermine de Reims.
- 1429 : le dimanche 17 juillet, Charles VII est sacré à Reims roi de France.
- 1448 : à partir de 1448, le lieutenant est assisté d'un conseil qu'il préside et auquel prenaient part l'archevêque ou son grand vicaire, les deux sénéchaux du chapitre, les abbés de Saint-Remi, Saint-Nicaise et Saint-Denis, deux échevins et le procureur-syndic de la ville[15].
- Vers 1450 : construction de l'hôtel de Bézannes par Pierre, lieutenant des habitants, seigneur de Bezannes.
- 1461 : les Rémois se révoltent (Miquemaque de Reims) en raison des impôts.
- 1461 : le 15 août, Louis XI est couronné à Reims par l'archevêque de Reims Jean II Jouvenel des Ursins.
- 1465 : par lettres patentes de mai 1465, il est décidé que le Lieutenant serait élu par les habitants[13].
- 1481 : premier incendie de l'actuelle cathédrale Notre-Dame de Reims.
- 1498 : le 27 mai, Louis XII est sacré à Reims par Guillaume Briçonnet, archevêque de Reims.

## De la Renaissance à la Révolution française (de 1500 à 1789)
Cette période se caractérise par le renouveau des échanges commerciaux avec l'amorce des négoces de Champagne, le développement de l'instruction des plus pauvres, et l'embellissement de la ville, mais aussi par des disettes et épidémies en nombre.
- 1515 : François Ier est sacré roi de France le 25 janvier en la cathédrale de Reims.
- 1531 : construction de la Porte du Chapitre qui donne accès à l'enclos canonial. Porte rebâtie en l'avançant après les dégâts de la guerre 1914-1918.
- 1545 : début de construction de l'hôtel de La Salle à Reims, lieu de naissance de maison natale de saint Jean-Baptiste de La Salle.
- 1548 : naissance de l'Université de Reims, grâce à l'intervention du cardinal de Lorraine qui lui fit attribuer sa charge par la papauté (Paul III). Le collège des Bons-Enfants devient une Université[16].
- 1564 : le premier séminaire créé en France après le concile de Trente, est fondé à Reims en 1564 par le cardinal de Lorraine[17].
- 1565 : le pavillon de la Muire, classé Monument Historique depuis 1920, est édifié par Nicolas Noël, seigneur de Muire (domaine situé à l’ouest de Reims), après une demande faite aux échevins.
- 1571 : la corporation des pain-d'épiciers rémois opère sa scission d'avec celle des pâtissiers (ou obloyers) [18].
- 1582 : Nouveau Testament de la Bible Douay-Reims imprimé en un seul volume à Reims.
- 1595 : le château de la Porte de Mars est rasé sur l'ordre du roi de France Henri IV après la défaite de la ligue catholique et de la Maison de Guise qui l'occupa longuement avec les archevêques issue de cette famille.
- 1606 : à la demande de Nicolas Brûlart de Sillery, les Jésuites obtiennent l'autorisation de fonder un collège à Reims auprès d'Henri IV.
- 1610 : le 17 octobre, Louis XIII est sacré roi.
- 1611 : le Collège anglais de l'université de Reims est dissous.
- 1627 : le lieutenant des habitants Nicolas Lespagnol posa la première pierre de l'Hôtel de ville de Reims, le 18 juin.
- 1630 : la police generalle (règlement) de la ville impose un "lieu secret" (des latrines) dans chaque maison.
- 1635 : peste à Reims[19].
- 1668 : procession du 23 septembre 1668, prolongée pendant quatre jours, contre la peste qui est de nouveau présente à Reims[19].
- 1680 : Jean-Baptiste de La Salle fonde à Reims la congrégation des Frères des écoles chrétiennes pour enseigner et former les jeunes les plus défavorisés.
- Vers 1690 : des boulangers champenois créèrent une recette destinée à profiter de la chaleur du four à pain après la cuisson, pour cuire et recuire une gourmandise sucrée ; le «bis-cuit» de Reims était né.
- 1693 : disette[20] après les mauvaises moissons de 1692 et 1693.
- 1697 : les rues pavées sont équipées de lanternes à chandelle en application de l’édit de Marly du 6 juillet 1687[21].
- 1709 : disette après la mauvaise moisson de 1708 avec des émeutes.
- 1717 : le Tsar russe, Pierre Ier le Grand, visite Reims le 22 juin et plus particulièrement l’Abbaye Saint-Nicaise. Il est venu observer un pilier de l’édifice qui avait la réputation de trembler lorsque l'une des cloches sonnait[22].
- 1722 : sacre de Louis XV, dit le « Bien-Aimé », le 25 octobre par l’archevêque-duc de Reims, Monseigneur de Rohan.
- 1728 : le 25 mai, le roi Louis XV prend un arrêté royal qui autorise le transport du vin en bouteilles par paniers de cinquante ou de cent bouteilles, alors qu'avant cette date le vin ne pouvait voyager qu'en fûts, chose impossible pour le vin de champagne.
- 1729 : le lieutenant des habitants (équivalent au maire actuel), Jean Rogier, fait aménager par les jardiniers Leroux père et fils, une vaste promenade de l'autre côté des remparts qui va de la porte Mars à la Vesle.
- 1729 : le 1er septembre, création de la maison de Champagne Ruinart à Reims.
- 1733 : aménagement des Promenades de Reims.
- 1739 : après le percement de la Porte Neuve au bout de la Couture (future place Drouet D'Erlon) et l’utilisation de cette porte par Louis XV, les Promenades prirent le nom de Cour royal.
- 1747 : André Ferry, religieux minime rémois et ingénieur met au point une machine élévatoire des eaux.
- 1747 : le 5 août, inauguration de la première fontaine rémoise place Saint-Thimothée, en présence du chanoine Jean Godinot, bienfaiteur de la ville. Le développement d'un premier réseau de fontaines aura lieu de 1747 à 1752.
- 1748 : l'école de dessin et de mathématiques, future École des Beaux-arts de Reims ouvre ses portes le 26 novembre, sous l'impulsion de Jean-Louis Levesque de Pouilly pour éclairer l'industrie [23].
- 1754 : Jean-Gabriel Legendre établit un plan d'embellissement de la ville qui comprend outre la création d'une place royale à la convergence du cardo et decumanus majores, la rectification d'un certain nombre de voies. Les chanoines s'opposeront à ces nouveaux alignements.
- 1756 : à la suite d'un procès, le Conseil d'état déboute l'archevêque Armand Jules de Rohan-Guémené et le chapitre par un arrêt du 6 septembre 1756 de la requête contre le projet d'établir à Reims une Place Royale. L'origine de cette requête se trouve peut-être dans le nombre important de bâtiments à exproprier et appartenant au clergé.
- 1758 : les travaux de la place Royale commencent le 5 décembre.
- 1760 : François Delamotte, conseiller échevin et marchand, fonde une maison de champagne à son nom « Delamotte »qui deviendra La Maison « Lanson, Père et Fils ».
- 1762 : la Renfermerie (Hôpital-Général) déménage dans les locaux du Collège des Jésuites de Reims fermé lorsque les Jésuites sont bannis de France.
- 1770 : émeutes en ville, dites de subsistance. Les autorités réquisitionnent les troupes qui restent en ville.
- 1770 : construction de la Fontaine des Boucheries.
- 1770 : l'éclairage des rues est amélioré par le remplacement des chandelles par des quinquets équipés de réflecteurs et fonctionnant avec de l'huile[24].
- 1775 : le 11 juin, sacre du roi Louis XVI par l'archevêque-duc de Reims, Charles Antoine de La Roche-Aymon.
- 1776 : installation de la porte de Paris initialement réalisée pour servir d'arc de triomphe lors du sacre de Louis XVI en 1775 mais pas prête pour la cérémonie.
- 1776 : fondation de la Maison Dubois Père & Fils à Reims qui deviendra la maison Roederer en 1833.
- 1776 : l'ordonnance royale du 10 mars 1776 rend obligatoire la création des cimetières hors de l’enceinte des villes[25].
- 1786 : le 11 février, Jeanne Delozanne dite « la grande Jeannette » est pendue place de la Couture (Place Drouet-D'Erlon), pour son implication dans une affaire de meurtre multiple. Elle serait la dernière suppliciée en France à avoir subi la question préalable.
- 1787 : création du cimetière du Nord.

## Période révolutionnaire (de 1789 à 1804) et Empire (de 1804 à 1814)
La période de la Révolution française est une période de bouleversements sociaux et politiques, en touchant l'équilibre des relations entre l'Église et l'État, en supprimant la société d'ordres (féodalité, privilèges…), en limitant de l'exercice du pouvoir politique. La ville de Reims a été épargnée par les périodes de grande violence civile commises dans d'autres régions.
- 1789 : l'Assemblée constituante décide par le décret pris le 2 novembre 1789 que les biens du clergé seront mis à la disposition de la Nation. Dans les années suivantes, de nombreux édifices religieux de Reims sont vendus et aménagés pour constituer les premières usines textiles.
- 1790 : du 16 mars au 3 avril, deux cents représentants dont 30 de Reims rédigent les cahiers de doléance de Reims et élisent les députés en vue des États-Généraux[26].
- 1790 : le pouvoir local passe de l'archevêque au maire. Les écoles des Frères et des Sœurs sont fermées. Le nom d'un grand nombre de rues est changé. Les églises sont fermées et plusieurs d'entre elles sont vendues aux enchères publiques au plus offrant.
- 1790 : l'Assemblée nationale constituante, divise le 26 février, le royaume en 83 départements, de dimension et de richesse à peu près égales. Reims, ville religieuse suspecte aux yeux des républicains, n'est pas choisie comme chef-lieu du département[27].
- 1792 : les massacres de Septembre font neuf morts à Reims, tués le 3 septembre par des volontaires parisiens rejoignant l’armée en campagne contre les Prussiens.
- 1792 : plusieurs statues en lien avec la royauté sont abattues pendant la période révolutionnaire (statue de Louis XV de la place royale, statue de Louis XIII sur la façade de l'hôtel de ville…).
- 1793 : fermeture de l'Université de Reims créée en 1548.
- 1793 : le 7 octobre, le conventionnel Philippe Rühl, dépêché à Reims pour briser une fois pour toutes le lien privilégié entre Dieu et la royauté, détruit la Sainte Ampoule au piédestal (vide) de Louis XV, place Royale, rebaptisée nationale, .
- 1793 : l'église abbatiale Saint-Nicaise de Reims est vendue comme bien national en 1793. Elle sert de carrière de pierres jusqu'à démolition complète au XIXe siècle.
- 1794 : le Musée des Beaux-Arts de Reims est fondé à partir des saisies révolutionnaires et est installé dans l'hôtel de ville.
- 1796 : l'Abbaye Saint-Remi de Reims est transformée en ambulance militaire[28].
- 1801 : création par arrêté préfectoral du 3 décembre 1801, d'un conseil de commerce à Reims composé de 9 négociants et manufacturiers, auquel sera ultérieurement substituée la chambre de commerce.
- 1802 : le concordat de 1802 ne rétablie que 72 diocèses. Reims ancien siège épiscopal devient simple paroisse du diocèse de Meaux.
- 1803 : la municipalité rappelle les Frères et les Sœurs pour ré ouvrir les écoles[29].
- 1808 : création d'une école de médecine et de pharmacie, rue Navier actuelle, et d'une faculté des lettres[30].
- 1809 : mise en place d'un conseil des prud'hommes pour juger les contestations entre les fabricants, les chefs d'ateliers et les ouvriers, tout en privilégiant les fabricants (art. 1, composition du conseil)[31].
- 1814 : la bataille de Reims eut lieu le 13 mars 1814, entre les troupes françaises et les troupes russes et prussiennes, durant la campagne de France de 1814. Les troupes françaises, conduites par Napoléon, furent victorieuses à Reims.
- 1814 : Serge Alexandrovitch Wolkonsky est nommé commandant militaire de la ville de Reims, de fin mars à fin juin 1814, à la tête d'une garnison de 500 hommes de troupe russes.

## XIXesiècle
- 1817 : l'archevêché de Reims est rétabli.
- 1817 : l'ordonnance royale du 22 janvier 1817 porte établissement d'une chambre de commerce dans la ville de Reims[32].
- 1822 : Irénée Ruinart de Brimont créé la Caisse d'épargne de Reims qui est destinée à recevoir en dépôt et gratuitement de petites sommes produisant intérêt, afin d'aider ainsi les personnes laborieuses à se créer, par leurs économies, des ressources pour l'avenir.
- 1823 : l'Hôtel-Dieu, devenu trop petit avec 250 lits, est transféré dans l'ancienne abbaye de Saint-Remi.
- 1825 : sacre de Charles X, le 29 mai en la cathédrale avec une cérémonie modernisée.
- 1825 : la légende raconte que lors du sacre de Charles X à Reims, le jeune Victor Hugo qui n’a que 23 ans, déambulant rue Folle-Peine en se rendant à la basilique Saint-Remi rencontra une gitane et le sonneur de la basilique qui lui auraient inspirés les personnages de son roman Notre Dame de Paris[33].
- 1827 : création, le 1er mars, de la maison de champagne Mumm.
- 1829 : Jean Nicolas Houzeau-Muiron met au point un procédé qui permet d'extraire l'huile des eaux de lavage des laines, pour fabriquer un gaz d'éclairage. Il invente aussi le gaz portatif.
- 1832 : une épidémie de choléra fait plusieurs centaines de morts à Reims.
- 1833 : la maison de champagne Dubois Père & Fils change de nom et devient la maison Louis Roederer.
- 1833 : la ville de Reims, longtemps tenue par la Ligue catholique, accepte un retour officiel du culte protestant.
- 1833 : la Société Philharmonique de Reims est fondée en septembre par les frères de la loge maçonnique « La Sincérité »[34].
- 1836 : le rétablissement de comptoirs d’escompte placés sous l’égide de la Banque de France est décidé dans quinze villes de province, à commencer par Reims et Saint-Étienne.
- 1836 : création à Reims, de la maison de négoce Dubois-Gossart qui deviendra la Société Pommery & Greno, puis Veuve Pommery & fils en 1866.
- 1838 : mise en service de la première usine à gaz dans le quartier Clairmarais.
- 1839 : l’architecte Pierre-Louis Gosset, dirige la réalisation d’un plan d’alignement de la ville, appelé « plan Jésus », en raison du nom du géomètre chargé du relevé[35].
- 1839 : création du tissage Croutelle qui introduit le premier tissage mécanique[36].
- 1839 : épidémie de thyphus dans les salles de l'Hôtel-Dieu[37].
- 1839 : emménagement du Palais de justice construit de 1829-1839[38].
- 1840 : la Porte de Mars est classée Monument Historique.
- 1840 : décision historique, Reims va démolir ses remparts (début de la destruction).
- 1841 : l’Académie nationale de Reims est une société savante, fondée en 1841 et autorisée le 6 décembre de cette même année.
- 1843 : création du cimetière sud.
- 1843 : Joseph Krug fonde la Maison de champagne Krug.
- 1845 : la gendarmerie et la prison situées à l'arrière du palais de justice sont achevées et resteront en activités jusqu'en 1906.
- 1848 : le 26 février, alors que la République a été proclamée, des groupes ouvriers mécontents de voir qu’on y utilise trop de machines modernes, provoque l’incendie de l’établissement mécanique Croutelle .
- 1848 : le 01 mars, le conseil municipal vote une contribution extraordinaire de 400 000 francs prélevée sur les citoyens aisés de la ville [39].
- 1848 : le 26 mars, inauguration du premier port canalisé et du canal entre Berry-au-Bac et Reims[40].
- 1851 : à partir de 1851 le pavage des rues est généralisé, comme l’aménagement de trottoirs.
- 1851 : Holden, un anglais, industrialise le peignage de la laine en introduisant la peigneuse mécanique[27].
- 1852 : début de construction du réseau des égouts de la ville avec une première collecte des eaux des terrains qui bordaient la Vesle et qui sont déversées en aval de Reims.
- 1853 : construction de la caserne Colbert, première des casernes de la place de Reims qui verra son rôle de ville de garnison renforcé après la guerre de 1870 et la perte de Metz[41].
- 1854 : création du Comptoir d’Escompte de Reims Chapuis & Cie.
- 1854 : le journal Courrier de la Champagne commence sa publication[42].
- 1854 : ouverture de l’embranchement ferroviaire d’Épernay à Reims par la Compagnie des chemins de fer de l'Est.
- 1854 : création des Régates Rémoises[43].
- 1858 : la Gare de Reims est mise en service lors de l'ouverture de la section Reims – Rethel.
- 1858 : grève générale des ouvriers tisseurs d’une durée de 33 jours.
- 1860 : le square Colbert est réalisé sous forme de jardin à l'anglaise en séparant les promenades en deux entités. Construction d'une gare en bois[44].
- 1861 : le recensement dénombre 55 808 habitants[45]
- 1866 : la compagnie de Jésus revient à Reims et s'installe en 1874 dans un nouvel établissement qui deviendra le lycée Jean-Jaures actuel.
- 1866 : les travaux de construction d'une École Professionnelle démarrent sur le site qui abrite aujourd’hui le lycée Libergier. L'édifice est achevé en 1874[46].
- 1867 : construction du Cirque et du manège de Reims.
- 1868 : le journal L'Indépendant rémois commence sa publication[47].
- 1869 : la construction du domaine Pommery commence et s’étend jusque dans les années 1910.
- 1870 : le 04 septembre, entrée de l'armée allemande dans Reims
- De 1870 à 1872 : construction de la Verrerie Charbonneaux de Reims pour fabriquer des bouteilles.
- 1872 : création de deux premières lignes d'omnibus à cheval.
- 1873 : le 3 mars, inauguration de l'Opéra de Reims construit par l'architecte rémois Alphonse Gosset, avec la collaboration de Narcisse Brunette et Ernest Leclère, alors que les travaux ont commencé le 1er mai 1867 et ont été interrompu par la guerre de 1870.
- 1874 : création de la société Goulet-Turpin, société succursaliste spécialisée dans le commerce de détail alimentaire.
- De 1875 à 1881 : construction de l’église Sainte-Geneviève par l’architecte Ernest Brunette.
- 1877 : la gare en bois, détruite en 1870, est reconstruite en pierre avec une halle métallique[44].
- 1878 : l’année 1878 est considéré comme l’apogée du textile rémois avec progressivement la fin du travail artisanal à la maison, conduisant à la concentration ouvrière dans la ville[35].
- 1879 : inauguration de la synagogue actuelle.
- 1880 : l'industrie textile domine la ville. 20 000 personnes, soit 1 habitant sur 4, travaillent dans le textile sans compter les activités annexes[48].
- 1882 : aménagement des bains des Trois-Rivières à l’initiative de la municipalité rémoise et de la Compagnie des Sauveteurs de Reims.
- 1882 : la fête des sociétés de gymnastique de Reims rassemble cinq cents sociétés, 2000 gymnastes et toute la jeunesse des écoles de l a ville[49].
- 1882 : construction du réservoir d’eau du " Moulin de la Housse".
- 1884 : par décret du 19 mai 1884, le ministre de l'instruction publique Jules Grévy, valide la création d'un lycée de jeunes filles à Reims[50].
- 1884 : création de la Société de géographie de Reims.
- 1886 : le 1er octobre 1886, création à Reims, de la Société de Secours mutuels et regroupant les tonneliers et les ouvriers des caves[51].
- 1887 : pionnière du "succursalisme", la société "Les Docks Rémois" a été créée en 1887 par un regroupement d'épiciers rémois[52].
- 1887 : Ernest Brunette, fils de Narcisse Brunette, édifie le bâtiment de la Caisse d’épargne, rue de la Grosse Écritoire[53].
- 1888 : la bibliothèque populaire Holden fut créée en 1888 selon les plans de l’architecte Ernest Brunette, devenue annexe de la Bibliothèque municipale.
- 1890 : fin des travaux du réseau des égouts, toutes les eaux ne sont plus rejetées dans la Vesle mais détournées vers un champ d’épandage.
- 1891 : le journal Avenir de Reims commence sa publication[54].
- 1891 : création du cimetière de l'Est établi sur l'avenue Jean-Jaurès.
- 1879 : le 05 octobre, inauguration de la Synagogue de Reims de l'Architecte Narcisse Brunette.
- 1890 : création de la Société Timbrophile de Reims qui est le plus ancien club philatélique de France[55].
- 1893 : construction de la caserne Jeanne-d'Arc.
- 1893 : création du cimetière de l’ouest.
- 1895 : la Société des Comptoirs Français est créée, entreprise spécialisée dans la distribution de produits alimentaires et non-alimentaires de proximité. Elle a cessé d'exister en 1975[56].
- 1896 : une statue équestre de Jeanne d'Arc a été installée au centre de la place du Parvis Notre Dame et inaugurée par le président de la République de l'époque, Félix Faure, le 14 juillet.
- 1898 : construction du Cellier d'expédition Mumm de l'architecte rémois Ernest Kalas.
- 1898 : le 1er mars, création de l’Association viticole champenoise, avec pour mission de lutter contre le phylloxera qui a atteint le vignoble dès 1892[57].
- De 1898 à 1901 : construction de la basilique Sainte-Clotilde, église commémorative, conçue en 1896 pour le projet du 14e centenaire du baptême de Clovis[58].
- 1899 : création de l'Hospice Roederer-Boisseau, résidence pour personnes âgées, fondée grâce au legs de Marie-Louise Boisseau, veuve d'Eugène Roederer[59].

## XXesiècle
- 1900 : inauguration le 13 novembre des Salons Degermann.
- 1903 : la Compagnie de Jésus est à nouveau expulsée comme toutes les congrégations non autorisées, victimes des luttes de pouvoir et querelles incessantes entre les partis de tendance républicaine et ceux qui prônaient la restauration[60].
- 1903 : exposition industrielle de Reims, du 15 mai au 6 septembre avec la présence de « Village noir » qui à l'époque ne semblait pas poser de problème comme en témoignent la visite ministérielle dans ce village le 4 juin[61].
- 1905 : pendant 3 jours, Buffalo Bill et son cirque sont en représentation à Reims, sur le grand terrain des Coutures, dont une partie est occupée aujourd’hui par le lycée Clemenceau.
- 1905 : mise en service de la nouvelle et actuelle maison d'arrêt en remplacement de celle démolie pour agrandir le palais de Justice.
- 1906 : le 2 mars, la Querelle des Inventaires débouche sur une ouverture forcée de la basilique Saint-Remi de Reims.
- 1906 : inauguration de la Fontaine Subé le 15 juillet, sous la présidence du ministre des Affaires Etrangères et sénateur Léon Bourgeois, en présence du maire Adrien Pozzi.
- 1906 : inauguration de la Bourse du Travail, réalisée par la ville de Reims, le 25 mai 1902 par le maire Charles Arnould[62].
- 1908 : le 30 octobre, à bord d'un aéroplane de type biplan Voisin le premier voyage aérien — dit aussi le « premier vol de ville à ville » — de l'histoire mondiale de l'aviation, Henri Farman réalise entre le petit village marnais de Bouy et Reims sur une distance de 27 kilomètres en 20 minutes de vol[63].
- 1912 : en lien avec la loi Bonnevay de 1912, Georges Charbonneaux crée la société anonyme d’habitations à bon marché, Le Foyer Rémois[64].
- 1912 : au Parc Pommery, le 23 juillet, soixante-neuf athlètes, dont vingt-trois champions américains, se réunissent et concourent pendant les "Jeux Olympiques de Reims"[43].
- 1913 : le président Poincaré inaugure, le 19 octobre, le musée des Beaux-Arts de Reims qui reprend les œuvres du musée installé dans l'Hôtel de Ville.
- 1914 : le 4 septembre, l'armée allemande entre dans Reims.
- 1914 : Reims est libéré le 12 septembre, mais le front sera stabilisé très proche avec des bombardements pendant plus de trois ans qui détruiront une part très importante des bâtiments de la ville.
- 1914 : le 19 septembre, second incendie de l'actuelle cathédrale Notre-Dame de Reims.
- 1918 : le 24 mars, le général Micheler[65] décide l’évacuation des derniers civils pour le lendemain midi. Une centaine de Rémois sont autorisés à rester pour la sauvegarde et l’entretien des caves de champagne.

### Entre-deux-guerres (de 1919 à 1939)
C'est la période de reconstruction de la ville, qui panse ses plaies.
- 1918 : sur les quelque 14 000 maisons que comptait Reims en 1914, 7 000 sont totalement détruites et plus de 6 000 ont été touchées à des degrés divers[66].
- 1919 : Le 6 juillet 1919, le président de la République Raymond Poincaré remet la croix de chevalier de l’Ordre national de la Légion d’honneur à la ville. La croix de guerre avec palme est également décernée à la ville.
- De 1919 : début de la construction de la Cité Jardin du Chemin Vert de l’architecte Jean Marcel Auburtin.
- 1920 : le projet de reconstruction de George Burdett Ford, un architecte-urbaniste américain, est adopté par le conseil municipal dans sa séance du 5 février.
- 1919 : pour la première fois, une grève éclate dans les maisons de champagne rémoises, et les cavistes adhèrent en masse à un syndicat[67].
- De 1920 à 1930 : une cohorte d’entrepreneurs coopère avec 400 architectes pour relever le colossal défi de la reconstruction de Reims avec de nombreux édifices dans le style Art Déco[68].
- 1923 : Ernest Kalas fonda l’Union rémoise des Arts décoratifs avec le peintre Paul Bocquet et Abel Jamas.
- 1923 : le cryptoportique est classée Monument Historique.
- 1923 : le 24 juin, inauguration du nouveau Temple protestant de Reims détruit pendant la Première Guerre mondiale.
- 1923 : le Cinéma-opéra est inauguré le 29 janvier.
- 1924 : le monument à la gloire des infirmières françaises et alliées victimes de leur dévouement est inauguré le 11 novembre.
- 1925 : le 30 avril, inauguration de l’American Memorial Hospital financé en grande partie par les dons des familles des soldats américains tombés en France pendant la guerre 1914-1918[69].
- 1925 : création, le 29 septembre, de l’Office pour la prospérité de Reims chargé de faire connaître les avantages offerts par la ville reconstruite[68].
- 1926 : inaugurée le 4 juillet, la caserne des pompiers Chanzy, située près de la cathédrale, a été le centre d'intervention des secours rémois jusqu'en 1993[70].
- 1927 : le chantier des Halles du Boulingrin débute en février et dure deux ans[71].
- 1928 : du 1er juin au 1er juillet, se tient à Reims, l’Exposition internationale des meilleures marques qui se veut la confirmation éclatante de la résurrection de Reims, dix ans après la fin de la guerre[68].
- De 1929 à 1932 : construction de la Villa Douce.
- 1932 : les premiers autobus arrivent à Reims.
- 1932 : Hugues Krafft créé le musée Le Vergeur.
- 1932 : Obsèques de Marie-Clémence Fouriaux organisées et financées par la ville.
- 1934 : faillite et fermeture de la Banque Chapuis[72].
- 1935 : l'hôpital Maison-Blanche est inauguré par le président de la République, Albert Lebrun, le 2 juin[73].
- 1935 : la Cité des Trois-Fontaines (ou Charles Arnould) est entièrement rattachée à la commune de Reims pour des questions fiscales et de raccordement à l’égout[74].
- 1937 : la halle en béton de la gare de Reims est créée[71].
- 1939 : disparition des tramways à Reims.

### Seconde Guerre mondiale (de 1940 à 1945)
C'est la guerre, cette fois sans destruction mais avec l'occupation.
- 1940 : le 11 juin, les Allemands entrent à Reims avec des éléments de la 45e division d'infanterie.
- 1944 : le 30 août, les Alliés entrent à Reims[75].
- 1944 : parution du premier numéro du journal L'Union champenoise, le 30 août qui deviendra  L'Union.
- 1944 : les octrois de Reims sont supprimés le 31 décembre.
- 1945 : le 7 mai 1945 à 2 h 41, signature au musée de la Reddition à Reims de la première partie des actes de capitulation de l'Allemagne nazie (une seconde signature eut lieu le lendemain à Berlin) qui mirent fin à la Seconde Guerre mondiale sur le théâtre européen.

### Après-guerre (de 1945 à 1999)
C'est une période caractérisée par une très forte expansion de la ville et du développement de la mobilité. Après une relative stabilité démographique (115000 habitants en 1911 et 116 687 en 1936), la croissance est très rapide avec 187181 habitants en 1999 ou +65% malgré un léger fléchissement à 110 749 habitants en 1946 à la sortie de la guerre.
- 1947 : naissance de l'Effort rémois sous la forme d'une Société Anonyme d'Habitations à loyer modéré et création du COPLORR (comité paritaire du logement de Reims et de sa région)[77].
- 1950 : la Coupe de France de football 1949-1950 est remportée par le Stade de Reims.
- 1952 : la Compagnie de transports change de statuts et devient les Transports urbains de Reims (TUR).
- 1953 : début de construction, par l'architecte Narcisse Brunette, à la place de la tour des Trois-Museaux (anciens remparts) de la caserne Colbert, première grande caserne de Reims.
- 1958 : les 11 et 12 octobre, a lieu la cérémonie solennelle de réouverture au culte de la basilique Saint-Remi après remise en état à la suite des importants dégâts de la guerre 1914-1918[78].
- 1958 : la Coupe de France de football 1957-1958 est remportée par le Stade de Reims pour la 2e fois.
- 1956 à 1961 : construction du quartier Wilson.
- 1960 : Maurice Rotival élabore le plan de reconstruction de la ville de Reims qui conduira à la rénovation du quartier Saint-Remi et à la création de quatre grands ensembles (ZUP d'Orgeval au Nord (2 400 logements), quartier de l'Europe à l'Est (2 000 logements), et au Sud Les Châtillons (3 000 logements) et Croix-Rouge (15 000 logements).
- 1962 : Reims retrouve son siège d’Académie de Reims[79].
- 1962 : le 8 juillet, messe de réconciliation à la cathédrale Notre-Dame de Reims entre le peuple allemand et français en présence du général de Gaulle et du chancelier Adenauer.
- De 1962 à 1972 : construction du quartier Orgeval.
- 1964 : le 10 juin, création du district de Reims par arrêté préfectoral qui regroupe les 6 communes de Bétheny, Bezannes, Cormontreuil, Reims, Saint-Brice Courcelles et Tinqueux.
- De 1965 à 1970 : construction du quartier Europe.
- 1966 : inauguration de la Chapelle Foujita.
- 1967 : ouverture de la Comédie de Reims de l'architecte Jean Le Couteur.
- De 1968 à 1975 : construction du quartier Croix-Rouge.
- 1971 : la commune de La Neuvillette fusionne avec celle de Reims.
- De 1975 à 1985 : construction du Quartier Murigny.
- De 1974 à 1976 : construction par l’État de la traversée urbaine de Reims[80].
- 1976 : mise en service du tronçon de l'A4 (autoroute de l’Est) entre Tinqueux et les Islettes.
- 1977 : création de Radio Manivesle, radio pirate, qui émet depuis plusieurs endroits de la montagne de Reims.
- 1978 : réalisation du parc Léo-Lagrange de 12 hectares.
- 1981 : création de Radio Primitive, radio libre fondée par d'anciens membres de Radio Manivesle.
- 1987 : la ville est désignée Ville d'Art et d'Histoire.
- 1989 : mise en service de la l'usine d’incinération des ordures ménagères de Reims.
- 1990 : création du festival de musique « Les flânerie musicale ».
- 1990 : sous l'impulsion de Jack Lang, alors ministre de la Culture, et pour éviter leur destruction, les Halles du Boulingrin sont classées aux Monuments historiques par décret du 9 janvier 1990.
- Entre 1991 et 1993 : construction du parking souterrain Drouet-d'Erlon.
- 1991 : l'ensemble constitué par la cathédrale et le palais du Tau (musée de la cathédrale) attenant et d'autre part la basilique Saint-Remi avec l'abbaye Saint-Rémi (musée) sont inscrits sur la liste du patrimoine mondial, en France, par l'UNESCO.
- 1994 : le centre des congrès Reims-Champagne, de l’architecte Claude Vasconi est inauguré par Edouard Balladur, 1er ministre, le 30 septembre[71].
- 1994 : piétonnisation de la Place Drouet-d'Erlon.
- 1996 : le pape Jean-Paul II rend visite à la cathédrale de Reims pour célébrer le XVe centenaire du baptême de Clovis.
- 1998 : achèvement de l’autoroute A26 (aussi dénommée "l' autoroute des Anglais") de Calais à Reims[80].

## XXIesiècle
- 2007 : la mise en service du TGV Est Européen met Reims à 45’ de Paris en liaison directe.
- 2008 : le 21 mars, Adeline Hazan est la première femme élue maire de Reims.
- 2008 : 75e congrès du Parti socialiste français à Reims.
- 2008 : les huit anciens conseils de quartiers passent à douze.
- 2009 : début du Festival Reims Scènes d'Europe.
- 2010 : le 24 novembre, mise en service du contournement autoroutier sud de Reims[81].
- 2011 : création de la communauté d’Agglomération « Reims Métropole » constituée des 6 communes de Bétheny, Bezannes, Cormontreuil, Reims, Saint-Brice-Courcelles et Tinqueux.
- 2011 : le nom commercial du réseau de transports en commun du Grand Reims change et est transformé, de TUR (Transports urbains de Reims) en CITURA[82].
- 2011 : le 18 avril, mise en service commerciale des deux lignes du nouveau tramway de Reims.
- 2013 : le 1er janvier, une nouvelle communauté d’agglomération, dénommée «Reims Métropole », est constituée de 16 communes.
- 2014 : le 24 juin, la Grande mosquée de Reims est ouverte au culte.
- 2015 : les Coteaux, Maisons et Caves de Champagne (colline Saint-Nicaise, caves Pommery, Ruinart, Veuve-Clicquot, Charles Heidsieck, caves Taittinger, caves Martel) sont un bien inscrit sur la liste du patrimoine mondial, en France, par l'UNESCO.
- 2016 : les régions fusionnent et Reims fait partie de la région « Grand Est ».
- 2017 : le recensement de 2017, estime la population de la commune de Reims à 182 211 habitants.
- 2017 : depuis le 1er janvier, la communauté urbaine du Grand Reims remplace les anciennes communautés de communes[83].